# Dianthus semenovii
Dianthus semenovii är en nejlikväxtart som först beskrevs av Eduard August von Regel och Herder, och fick sitt nu gällande namn av Vierhapper. Dianthus semenovii ingår i släktet nejlikor, och familjen nejlikväxter. Inga underarter finns listade i Catalogue of Life.